# Shira-gawa
Ne doit pas être confondu avec Rivière Shira.
La rivière Shira (白川, Shira-kawa) est un cours d'eau du Japon, affluent de la rivière Kamo dans la préfecture de Kyoto.

## Étymologie
Son nom signifie « rivière blanche » en japonais en raison du sable blanc à grain fin qu'elle charie des collines situées à l'est de Kyoto.

## Géographie
Longue de 9,3 km et drainant un bassin-versant d'une superficie de 13,1 km2, la rivière Shira appartient au système hydraulique du fleuve Yodo.
Avant de rejoindre la rivière Kamo, elle traverse le quartier des geishas du district de Gion où de nombreux établissements traditionnels, tels que des ochaya (maisons de geisha) et des restaurants, sont installés.